# Hebden
Hebden är en ort och civil parish i Storbritannien.   Den ligger i grevskapet North Yorkshire och riksdelen England, i den centrala delen av landet, 300 km norr om huvudstaden London. Hebden ligger 188 meter över havet och antalet invånare är 240.
Terrängen runt Hebden är huvudsakligen kuperad, men österut är den platt. Hebden ligger nere i en dal. Runt Hebden är det ganska glesbefolkat, med 47 invånare per kvadratkilometer. Närmaste större samhälle är Skipton, 12,0 km söder om Hebden. Trakten runt Hebden består i huvudsak av gräsmarker.